# Gerald Geraghty
Pour les articles homonymes, voir Geraghty.
Gerald Geraghty est un scénariste américain né le 10 août 1906 à Rushville, Indiana (États-Unis), mort le 8 juillet 1954 à North Hollywood (États-Unis).

## Filmographie
- 1928 : La Petite Dame du vestiaire (Naughty Baby) de Mervyn LeRoy
- 1929 : Les Voltigeurs de l'espace (Half Way to Heaven) de George Abbott
- 1933 : Under the Tonto Rim de Henry Hathaway
- 1933 : Sunset Pass de Henry Hathaway
- 1934 : The Scoop (en) de Maclean Rogers (en)
- 1935 : Bar 20 Rides Again (en) de Howard Bretherton
- 1935 : Le Cavalier miracle (The Miracle Rider) de B. Reeves Eason et Armand Schaefer
- 1935 : L'Empire des fantômes (The Phantom Empire)
- 1936 : Hula, fille de la brousse (The Jungle Princess)
- 1937 : Une nation en marche (Wells Fargo)
- 1938 : Western Jamboree (en)
- 1939 : Southward Ho (en) de Joseph Kane
- 1939 : Mexicali Rose
- 1939 : Blue Montana Skies (en)
- 1939 : In Old Caliente (en) de Joseph Kane
- 1939 : Mountain Rhythm (en)
- 1939 : Wall Street Cowboy (en) de Gerald Geraghty
- 1939 : In Old Monterey (en) de Joseph Kane
- 1939 : The Arizona Kid
- 1939 : South of the Border
- 1940 : Pioneers of the West
- 1940 : Young Buffalo Bill (en)
- 1940 : Hidden Gold (en) de Lesley Selander
- 1940 : The Carson City Kid
- 1940 : The Ranger and the Lady
- 1941 : King of Dodge City (en)
- 1941 : Badlands of Dakota (en)
- 1941 : Au sud de Tahiti (South of Tahiti)
- 1941 : Secret of the Wastelands
- 1942 : Sunset on the Desert (en) de Joseph Kane
- 1942 : Sin Town (en)
- 1942 : Riding Through Nevada
- 1943 : La Justice du lasso (Hoppy Serves a Writ) de George Archainbaud
- 1943 : Le Faucon pris au piège (The Falcon Strikes Back) d'Edward Dmytryk
- 1943 : Frontier Badmen (en) de Ford Beebe
- 1943 : Hail to the Rangers
- 1943 : The Falcon and the Co-eds
- 1944 : The Falcon in Hollywood
- 1945 : Frisco Sal (en) de George Waggner
- 1945 : Shady Lady (en)' de George Waggner
- 1945 : Along the Navajo Trail
- 1946 : Rainbow Over Texas
- 1947 : Apache Rose
- 1947 : Wyoming
- 1948 : Train to Alcatraz
- 1948 : Les Pillards (The Plunderers)
- 1948 : Grand Canyon Trail
- 1949 : The Red Menace
- 1949 : Riders in the Sky (en)
- 1950 : Mule Train (en) de John English
- 1950 : Cow Town (en) de John English'
- 1950 : Trigger, Jr.
- 1950 : Sunset in the West
- 1950 : Trail of Robin Hood
- 1951 : Silver Canyon (it)
- 1951 : The Hills of Utah (it)
- 1951 : Valley of Fire
- 1952 : The Old West
- 1952 : Barbed Wire (en)
- 1952 : Wagon Team (it)
- 1952 : Blue Canadian Rockies (it)
- 1953 : On Top of Old Smoky (it)
- 1953 : Iron Mountain Trail (it)
- 1953 : Savage Frontier
- 1953 : Goldtown Ghost Riders (it)
- 1953 : Down Laredo Way (it)
- 1953 : Bandits of the West
- 1953 : Shadows of Tombstone
- 1953 : Red River Shore (it)
- 1954 : Phantom Stallion (it)
- 1954 : Histoires du siècle dernier (Stories of the Century, série TV)